# Guido IV de Albon

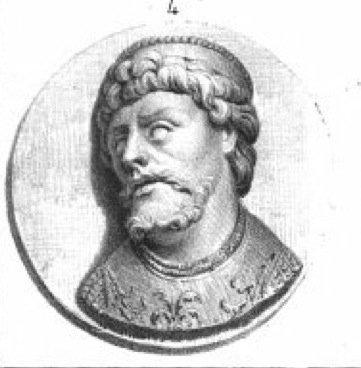
Retrato imaginativo de Guigues IV por Alexandre Debelle (1839)

Guido IV (falecido em 28 de junho de 1142), ou Guigues IV, cognominado o Delfim (latim : Guigo Dalphinus), foi o conde de Albon a partir de 1133. Ele foi o primeiro a adotar o título "Delfim" (do francês Dauphin), que significa "golfinho". O título foi utilizado por seus sucessores.
Era o filho mais velho e herdeiro de Guigues III de Albon com sua esposa Matilda. Ele foi chamado pela primeira vez de delfim em um documento de seu pai de 1110. A origem do título é incerta. Alguns documentos dizem que Matilda era de fato inglesa, filha de Edgar de Wessex, e que o nome Dauphin chegou a Guigues por meio dela, já que ela tinha um parente chamado Dolfin. No entanto, o parentesco mesmo de Matilda é incerto, uma vez que outra teoria postula que era filha de Roger I da Sicília e viúva do rei Conrado II da Itália .
Guido casou-se com Margarete, filha de Estêvão I, Conde da Borgonha, e sobrinha do Papa Calisto II .
Em 1140, Guido se envolveu em uma disputa com o bispo Hugo II de Grenoble .
Por volta de 1134, o Conde Amadeu III de Saboia casou-se com a irmã de Guigues, Matilda (ou Mahaut) . Seu dote foi a provável causa da disputa que eclodiu entre os dois condes em 1140, que resultou na primeira guerra entre os dois condados. Tropas de Guido IV invadiram o condado de Saboia e cercaram Montmélian . Guido foi ferido em batalha, numa emboscada liderada por Amadeus, perto do castelo de La Buissière, e morreu alguns dias depois, em 28 de junho de 1142. Ele foi sucedido por seu filho Guigues V.